# Thesium dissitiflorum
Thesium dissitiflorum är en sandelträdsväxtart som beskrevs av Schlechter. Thesium dissitiflorum ingår i släktet spindelörter, och familjen sandelträdsväxter. Inga underarter finns listade i Catalogue of Life.